# Harry Brown
Harry Brown is een Britse vigilantefilm uit 2009, geregisseerd door Daniel Barber met Michael Caine in de titelrol.

## Verhaal
Harry Brown is een voormalige Royal Marine die het Noord-Ierse conflict heeft overleefd. Hij zou graag zijn rustige pensioen willen leiden, maar woont in een woonwijk die wordt gedomineerd door bendes. Om een gevaarlijke voetgangerstunnel te vermijden omdat die druk bezocht wordt, verlengt hij zijn gebruikelijke route naar het ziekenhuis, maar komt hij te laat: ondertussen is zijn zieke vrouw overleden. Browns vriend Len besluit te reageren, maar wordt overweldigd door kleine criminelen en in de onderdoorgang vermoord.
Op dit punt besluit de voormalige strijder, die aan de zijlijn van de dagelijkse schermutselingen tussen bewoners en drugsdealers was gebleven, zijn ervaring in gevechtstechnieken en onderdrukking van de guerrilla's in te zetten. Hij zal te maken krijgen met woeste bendes van drugshandelaren, de onduidelijke politieonderzoeken en het dichte netwerk van corruptie en medeplichtigheid waarvan hij geleidelijk zal ontdekken dat het is geïmplementeerd door de leiders van de lokale georganiseerde misdaad. Uiteindelijk zal hij de gelegenheid krijgen om veilig het pad af te leggen dat hem in staat zou hebben gesteld zijn vrouw voor de laatste keer te zien, ook al zou dit ten koste gaan van talloze verdriet en geweld.

## Rolverdeling
| Acteur              | Personage                                   |
| ------------------- | ------------------------------------------- |
| Michael Caine       | Harold "Harry" Brown                        |
| Emily Mortimer      | Inspecteur Alice Frampton                   |
| Charlie Creed Miles | Rechercheur sergeant Terence "Terry" Hicock |
| David Bradley       | Leonard "Len" Attwell                       |
| Ben Drew            | Noel Winters                                |
| Sean Harris         | Stretch                                     |
| Jack O'Connell      | Marky                                       |
| Jamie Downey        | Carl                                        |
| Lee Oakes           | Dean Saunders                               |
| Joe Gilgun          | Kenneth "Kenny" Soames                      |
| Liam Cunningham     | Sidney "Sid" Rourke                         |
| Iain Glen           | Hoofdinspecteur Childs                      |

## Productie
De film opnames vonden voornamelijk plaats in en rond het verlaten Heygate Estate in de Londense wijk Walworth. De scènes met de metro zijn opgenomen in het Londense district Marks Gate.
De film ging in première op 12 september 2009 op het Internationaal filmfestival van Toronto.

## Ontvangst
De film werd op Rotten Tomatoes beoordeeld met een waarde van 63% en een gemiddelde score van 6,00/10, gebaseerd op 127 recensies. Op Metacritic heeft de film een gemiddelde score van 55/100, gebaseerd op 35 recensies.